# Amphilophocolea sciaphila
Amphilophocolea sciaphila là một loài Rêu trong họ Geocalycaceae. Loài này được R.M. Schust. mô tả khoa học đầu tiên năm 2001.